# 尼泊爾裔巴基斯坦人
尼泊爾人，在巴基斯坦構成一個小社羣，人數約1000人。大多是印度旁遮普邦軍隊中廓爾喀士兵的後人。

## 遷移歷史
尼泊爾在英尼戰爭戰敗後，一些持不同政見的尼泊爾指揮官和200名士兵加入錫克帝國君主蘭吉特·辛格的軍隊。尼泊爾血統旁遮普部隊駐紮在拉合爾，他們的尼泊爾同胞叫他們拉於爾，即拉合爾人。
尼泊爾醫生和醫學院學生在近幾年來巴基斯坦工作和繼續教育，約尼泊爾70名學生，其中40名醫生，在旁遮普省就有追求更高的教育。總之200多名尼泊爾人正在尋求在巴基斯坦醫學課程。
他們大多數是印度教徒，小部分居住於巴基斯坦自由克什米爾地區的尼泊爾裔巴基斯坦人改信伊斯蘭教，被劃爲巴爾蒂人的一部分。